# Lignyoptera fumidaria
Lignyoptera fumidaria ist ein Schmetterling (Nachtfalter) aus der Familie der Spanner (Geometridae).

## Merkmale

### Falter
Zwischen den Geschlechtern besteht ein ausgeprägter Sexualdimorphismus. Die Flügelspannweite der Männchen beträgt 27 bis 30 Millimeter. Vorder- und Hinterflügel sind zumeist matt rotbraun bis graubraun und nahezu zeichnungslos. Der Bereich unterhalb des Vorderrandes ist bei den Vorderflügeln intensiver gefärbt. Zuweilen ist ein schwach verdunkelter Schatten im Bereich der Postdiskalregion zu erkennen. Die Hinterflügel zeigen stets etwas hellere Farbtönungen. Die flugunfähigen Weibchen haben nur kurze Flügelstummel, eine plumpe Körperform und sind graubraun.

### Ei
Das Ei ist gelblich, oval geformt und mit einem Netzwerk kurzer Rippen überzogen. Die Mikropylzone ist von einem Kranz tiefer Gruben umgeben.

### Raupe
Erwachsene Raupen haben eine grüngraue Färbung und zeigen sieben helle,  gewellte Längslinien, einen dunklen Längsstreifen sowie einzelne Borsten. Die Bauchseite ist gelblich, der Kopf fleischfarben und die Afterklappe rötlich gefärbt. Im ausgewachsenen Zustand erreichen die Raupen eine Länge von bis zu 26 Millimetern.

### Puppe
Die glänzend schwarzbraune Puppe ist im vorderen Bereich relativ breit und verjüngt sich rasch zum hinteren Ende. Der Kremaster ist mit einigen Dornen versehen.

## Geographische Verbreitung und Vorkommen
Lignyoptera fumidaria kommt im östlichen Österreich, in Ungarn, Bulgarien, Rumänien sowie einigen östlichen Regionen des europäischen Teils Russlands vor. Die Art bewohnt Wiesenlandschaften.

## Lebensweise
Die zu den Frostspannern zählende Art fliegt in den Monaten Oktober bis Dezember. Als Nahrungspflanze der Raupen ist in älterer Literatur nur die Schafgarbe (Achillea millefolium) genannt. Versuche von Kasy ergaben, dass die Raupen in Zuchten beispielsweise auch Gold-Aster (Galatella linosyris), Skabiosen-Flockenblume (Centaurea scabiosa), Wiesensalbei (Salvia pratensis) sowie Wegerich- (Plantago) und Alant-Arten (Inula) als Futterpflanzen annahmen. Eine Bestätigung, dass diese Pflanzen auch im Freiland zur Nahrung zählen, steht noch aus. Die Art überwintert als Ei.